# Länga
Länga is een plaats in de Estlandse gemeente Saaremaa, provincie Saaremaa. De plaats heeft de status van dorp (Estisch: küla) en telt 15 inwoners (2021).
Tot in oktober 2017 behoorde Länga tot de gemeente Salme en sindsdien tot de fusiegemeente Saaremaa.
Länga werd voor het eerst genoemd in 1645 onder de naam Lencki Jack. De nederzetting lag op het landgoed van Tiirimetsa. In 1977 werd Länga bij Suurna gevoegd, maar in 1997 werd het weer een zelfstandig dorp.